# معدن آهن حاجیگک
معدن بزرگ آهن حاجی‌گک (یا آجه‌گک در بامیان) در ارتفاعات کوه‌های بابا در مجاورت کوتل حاجی‌گک و در ۱۰۰ کیلومتری شمال غربی کابل و در شرق بامیان واقع شده‌است. بزرگ‌ترین معدن آهن در افغانستان و در منطقه قلمداد شده‌است. سنگ معدن حاجی‌گک به صورت لایه و لنز مانند در درون سنگ‌هایی به سن نیو پروتروزوئیک قرار دارد، و عمدتاً از هماتیت (ّFe2O۳) و مگنتیت (Fe3O۴) تشکیل شده‌است. این معدن در سال ۱۹۱۱ شناسایی شد و تا حالا توسط زمین‌شناسان مختلف مورد مطالعه قرار گرفته‌است. معدن حاجی‌گگ ۱۲ کیلومتر طول و ۵۵۰ متر عمق دارد.
تحقیقات اکتشافی این معدن توسط کارشناسان خارجی انجام شده‌است، انگلیسی‌ها، آلمانی‌ها، فرانسوی‌ها و سرانجام روس‌ها این منطقه را مورد مطالعه و ارزیابی قرار داده‌اند. مهم‌ترین تحقیقات را روس‌ها در اوآخر دههٔ ۱۹۶۰، دههٔ ۱۹۷۰ و اوایل دههٔ ۱۹۸۰ به انجام رسانیدند. روس‌ها در دههٔ ۱۹۷۰ و ۱۹۸۰، مراحل اکتشافی را تکمیل نموده و پلان‌های استخراجی را نیز طراحی نمودند، ولی متأسفانه به دلایل ناآرامی‌های سیاسی و نبود زیرساخت‌ها این معدن به مرحلهٔ استخراج نرسید. در مورد عیار و ذخیرهٔ این معدن برآوردهای زیر انجام شده‌است:
ذخیرهٔ احتمالی۱٫۸ میلیارد تن و فیصدی مقدار آهن ۶۲٪‌ است. بر اساس تجزیهٔ شیمیایی و مطالعات دقیق روس‌ها (عبدالله، چمیریف و دیگران ۱۹۸۰) که طبق آن طرح اسخراج ترتیب گردیده بود چنین استنباط می‌شود:
۱. عیار متوسط در منطقه اصلی معدن: ۸۳ /۶۲٪ Fe
۲. عیار منطقهٔ غنی شده: ۸۹ /۶۸٪Fe
۳. ذخیرهٔ قطعی منطقهٔ اصلی: ۹ /۱۱۰ میلیون تن متریک
۴. ذخیرهٔ کل منطقه اصلی: ۲۰۷۰ میلیون تن متریک
افزون بر آهن مقادیر عناصری چون باریم (Ba) منگنز (Mn)، نیکل(Ni)، کوبالتیت (Co) ونقره (Ag) نیز در این معدن به عنوان محصول جنبی قابل توجه می‌باشد. درصدی عناصر دیگر درین معدن هم به صورت زیر می‌باشد:
- سولفور در سولفات‌ها`= S ۰٫۰۴٪
- سولفور در سولفایدها=۴٫۶۹٪ S
- فسفر = p ۰٫۰۵٪

برای ساخت ذوب آهن از چند معدن زغال سنگ در شمال بامیان مثل معدن زغال سنگ درهٔ صوف و یکاولنگ می‌توان نام برد. قطعات زغال سنگ با کیفیت در ولسوالی سیغان و ولسوالی کهمرد، از مربوطات ولایت بامیان در ساحه ای به حدود ۸۰ تا ۱۰۰ کیلومتر موجود می‌باشد.

## سرمایه‌گذاری دولت‌های هند و کانادا در معادن آهن حاجی‌گک
قراراست دولت هند مبلغ چهارده میلیارد دالر را در معدن حاجی‌گک سرمایه‌گذاری کند. شرکت‌های هندی ساخت راه‌آهن از معدن حاجیگک تا بندر چابهار ایران را به عهده خواهند گرفت.
معدن حاجی ‌گک دارای سه ذخیرهٔ بزرگ است که دو ذخیره‍ آن را گروه هندی و آخری را شرکت کانادایی با دولت افغانستان غرض استخراج قرارداد نموده‌اند.